# 三王府

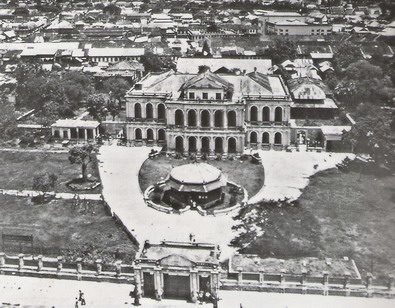
三王府

三王府（泰語： Wang Burapha Phirom），又称三皇府，泰语称布拉帕披龙宫（意为欢愉东方之宫），是泰国曼谷拉达那哥欣岛上的一处宫殿，于1954年拆除。建于1875年，是潘努朗吉西亲王的府邸。殖民式建筑风格，由意大利人约阿希姆·格拉西设计建造。
三王府在二战战后陷入荒废，租予帕努他（Bhanuthat）女校。1951年，潘努朗吉西亲王的后人以1,300万铢的价格，将之出售给商人奥索·哥辛（Osot Kosin），改作商业用地。1954年，三王府被拆除，取而代之的是三座电影院。自此，三王府的故地成为汪布拉帕商业区，是曼谷在20世纪50年代至60年代最为热闹繁华的街区，成为年轻人休闲的去处。汪布拉帕区在1965年暹罗广场开业后逐渐衰落。
如今三王府的旧址是Mega Plaza商场。